# Jan van de Venne
Jan van de Venne (actief vanaf 1616 - stierf vóór 1651), ook bekend als Van de Vinnen was een Zuid-Nederlands kunstschilder uit de barokperiode. Hij is formeel geïdentificeerd als de schilder Pseudo van de Venne.
Van de Venne schilderde vooral genrestukken met het leven van de gewone man als onderwerp zoals tandtrekkers, kaartspelers en bespelers van de draailier. Dit soort doeken is ook terug te vinden bij zijn tijdgenoot Adriaen Brouwer. Er is weinig bekend over het leven van deze schilder. Hij werd mogelijk geboren in Mechelen vóór 1600. en bracht tijd door aan het Brussels hof. Zijn schilderijen tonen hardvochtige karikaturen in een feller licht dan dat van Brouwer. Dat had een sterke invloed op de Nederlandse schilder Andries Both. 
Draailiermuzikant met jonge hofnar is een bekend werk van van de Venne in het Kunsthistorisches Museum Wien. 
Alhoewel Jan van de Venne soms wordt geïdentificeerd als broer (ook Jan) van de Nederlandse schilder Adriaen van de Venne, stierf diens broer in Middelburg in 1625.
- Biografisch Portaal: 87603219
- RKD-Nederlands Instituut voor Kunstgeschiedenis: 79993
- Union List of Artist Names: 500024657
- Virtual International Authority File: 95833477